# Avitohol

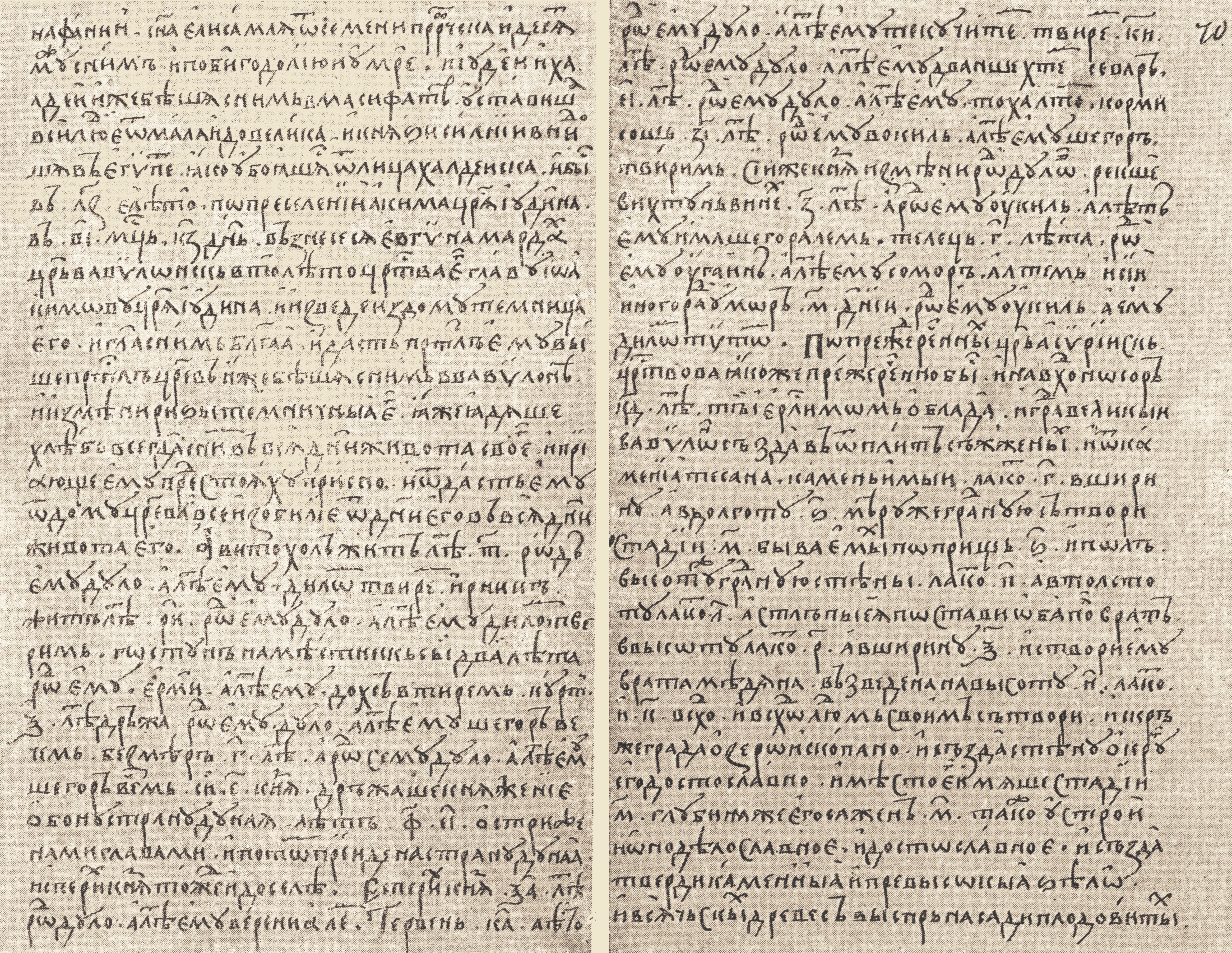
Texto del "Libro de Nombres" en el "Cronógrafo" de la antigua Asamblea Uvarovsky N 10, folio 69, vuelta 70

Avitohol (¿153-453?) es el primer nombre en la Nominalia de los kanes de Bulgaria. Poco se sabe de él. De acuerdo con el documento perteneció al clan Dulo y lo más probable es que fuera considerado y respetado como el antepasado de los kanes. Algunos investigadores afirman que Avitohol es Atila el Huno, que fue sucedido por su hijo Ernakh o Irnik (el segundo nombre se menciona en el Nominalia). Otros sugieren que Avitohol fue un gobernante semi-legendario que puede haber sido un descendiente o un antepasado de Atila.